# NKX6-3
NKX6-3 (англ. NK6 homeobox 3) – білок, який кодується однойменним геном, розташованим у людей на 8-й хромосомі. Довжина поліпептидного ланцюга білка становить 265 амінокислот, а молекулярна маса — 28 948.
| 10         |  | 20         |  | 30         |  | 40         |  | 50         |
| ---------- |  | ---------- |  | ---------- |  | ---------- |  | ---------- |
| MESNLQGTFL |  | LNNTPLAQFP |  | EMKAPVCQYS |  | VQNSFYKLSP |  | PGLGPQLAAG |
| TPHGITDILS |  | RPVAAPNNSL |  | LSGYPHVAGF |  | GGLSSQGVYY |  | SPQVGNFSKA |
| GNEYPTRTRN |  | CWADTGQDWR |  | GGRQCSNTPD |  | PLSDSIHKKK |  | HTRPTFTGHQ |
| IFALEKTFEQ |  | TKYLAGPERA |  | RLAYSLGMTE |  | SQVKVWFQNR |  | RTKWRKKSAL |
| EPSSSTPRAP |  | GGAGAGAGGD |  | RAPSENEDDE |  | YNKPLDPDSD |  | DEKIRLLLRK |
| HRAAFSVLSL |  | GAHSV      |  |            |  |            |  |            |

A: Аланін

C: Цистеїн

D: Аспарагінова кислота

E: Глутамінова кислота

F: Фенілаланін

G: Гліцин

H: Гістидин

I: Ізолейцин

K: Лізин

L: Лейцин

M: Метіонін

N: Аспарагін

P: Пролін

Q: Глутамін

R: Аргінін

S: Серин

T: Треонін

V: Валін

W: Триптофан

Задіяний у таких біологічних процесах, як транскрипція, регуляція транскрипції, альтернативний сплайсинг. 
Білок має сайт для зв'язування з ДНК. 
Локалізований у ядрі.